# Cidadão Instigado
O Cidadão Instigado é uma banda brasileira de rock, criada em 1996, em Fortaleza.

## História
Criada em 1996 e liderada por Fernando Catatau, também compositor e arranjador de todas as músicas da banda, o Cidadão Instigado faz um rock influenciado pela música nordestina e pelo rock dos anos 1970, além da música romântica "brega" brasileira - o que se evidencia pelo tom muitas vezes melancólico das canções.
O primeiro álbum da banda foi gravado no ano de 2002, intitulado O Ciclo da Decadência. Três anos mais tarde, foi lançado Cidadão Instigado e o Método Tufo de Experiências.
Em setembro de 2009, a banda lançou o álbum Uhuuu!, que contou com a participação de Arnaldo Antunes (cujo álbum "Iê Iê Iê" foi produzido por Fernando Catatau) nas canções "Doido" e "O Cabeção" e de Edgard Scandurra na faixa "Dói". O projeto Uhuuu!, produzido pela própria banda, foi um dos vencedores do Prêmio Pixinguinha e contou com o patrocínio da Funarte.

## Integrantes
- Fernando Catatau - guitarra e voz
- Regis Damasceno - guitarra, violão,teclado e voz
- Clayton Martin - bateria
- Rian Batista - baixo e voz
- Dustan Gallas - teclado e violão

## Discografia

### Álbuns de estúdio
- 1998 - EP
- 2002 - O Ciclo da Decadência - Selo Instituto[7]
- 2005 - Cidadão Instigado e o Método Tufo de Experiências
- 2009 - Uhuuu!
- 2015 - Fortaleza

### Singles
- 2009 - Escolher Pra Quê?[8]
- 2010 - Contando Estrelas[8]